# Felix Kuetgens

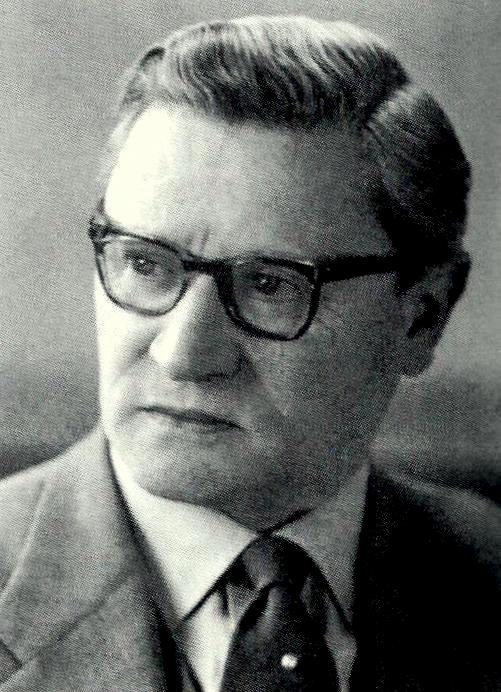
Felix Kuetgens

Felix Kuetgens (* 16. April 1890 in Aachen; † 8. Februar 1976 ebenda) war von 1923 bis 1955 Direktor der Städtischen Museen in Aachen.

## Leben und Wirken
Nach seiner Abitur am Schiller-Gymnasium Köln studierte Felix Kuetgens Kunstgeschichte sowohl an der Universität Bonn bei Paul Clemen als auch an der Universität Berlin bei Adolph Goldschmidt. Seine abschließende Dissertation über Parmigianino wurde mit sehr gut bewertet.
Im Jahr 1920 erhielt Kuetgens die Stelle eines Assistenten des Direktors der städtischen Museen in Aachen, Hermann Schweitzer, und übernahm 1923 den Vorstand dieser Institution. Galt Schweitzers Interesse schwerpunktmäßig der Skulpturensammlung, richtete Kuetgens als Hermeneutiker sein Augenmerk auf die Gemäldegalerie.
Zusammen mit Archivdirektor Albert Huyskens erhielt Kuetgens 1924 den Auftrag, die Ausstellung Tausend Jahre Zugehörigkeit der Rheinlande zum Reich von Mai bis September 1925 im Kaisersaal des Aachener Rathauses auszurichten. Der Themenschwerpunkt dieser Ausstellung war die Bedeutung der Stadt Aachen in der Geschichte des Deutschen Reichs. Zu den Kunstwerken gehörte Dietrich von Raths Tafelaufsatz, eine Miniatur des Aachener Marktbrunnens, den Kuetgens für das Suermondt Museum erwarb.
Im Jahr 1925 leitete Kuetgens während der Aachener Jahrtausend-Ausstellung die Abteilungen Aachener Goldschmiedekunst mit Gustav Grimme, dem Vater des Aachener Kunsthistorikers Ernst Günther Grimme, und die Ausstellung Architektur und Kunstgewerbe. Zum 50-jährigen Bestehen des Aachener Museumsvereins würdigte er 1927/28 den Maler Johann Baptist Joseph Bastiné mit einer Monographie und einer Ausstellungs-Hommage. Im Jahre 1928 wertete Kuetgens das CHIO Aachen durch eine Sonderausstellung auf, bei der er 75 Gemälde und Grafiken von ca. 20 Künstlern unter dem Motto Ross und Reiter, Pferd und Wagen in vielfachen sportlichen Leistungen präsentierte. Als Museumsdirektors war er ferner Herausgeber der Aachener Kunstblätter (AKB).
Zu den besonderen Verdiensten von Kuetgens zählt die Gründung des Couven-Museums in dem 1925 von der Stadt Aachen erworbenen und von Jakob Couven erbauten Haus Fey am Seilgraben, zu dem er auch das von Johann Joseph Couven erbaute Gartenhaus Nuellens translozieren ließ. Dieses Museum präsentierte die Aachen-Lütticher Wohnkultur des 18. und 19. Jahrhunderts. Nach der Zerstörung im Zweiten Weltkrieg gründete Kuetgens im Jahr 1958 das Couven-Museum zum zweiten Mal, diesmal im Haus Monheim am Hühnerdieb, ebenfalls einem Couven-Bau. Zum Inventar gehörten unter anderem Werke von Petrus Nicolaas Gagini, Bastiné und Billotte.
Zu Beginn des Zweiten Weltkriegs sorgte Kuetgens persönlich für die Auslagerung der Aachener Kunstwerke an sichere Orte. Nach der deutschen Besetzung Frankreichs im Jahr 1940 wurde er zum Oberkriegsverwaltungsrat des Referats Kunstschutz beim Militärbefehlshaber in Frankreich ernannt und beauftragt, in Paris das vorhandene und deponierte Kunstgut zu schützen und vor unerlaubten Zugriff zu bewahren. In Aachen selbst wurde Kuetgens am 11. September 1944 der Auftrag erteilt, die abwesende Stadtverwaltung zu vertreten. Der amtierende Oberbürgermeister Quirin Jansen ermächtigte ihn, als Notverwalter unter dem Stadtkommandanten Gerhard Graf von Schwerin eine Übergangsverwaltung einzurichten. Diese sollte sich um die nach der angeordneten Evakuierung Aachens ca. 30.000 verbliebenen und nicht transportfähigen- oder -willigen Bewohner sowie um die Infrastruktur kümmern und die Verwaltung von Aachen bei hoffnungsloser militärischer Lage an die Alliierten übergeben. Kuetgens wurde deshalb ernannt, weil er als älteres Behördenmitglied politisch nicht hervorgetreten war und Vertrauen bei der Bevölkerung besaß. Allerdings nur vier Tage später wurden er und sein Stab von Kreisleiter Eduard Schmeer wieder aus dem Amt entfernt.
Als Abschluss seiner Tätigkeit als Museumsdirektor des Suermondt-Museums stand im Jahr 1955 die Ausstellung Das 17. Jahrhundert mit flämischen und holländischen Gemälden aus Aachener Privatbesitz. Während seiner gesamten Amtszeit setzte sich Kuetgens maßgeblich für die museale Präsentierung und publizistische Erschließung der Kunstwerke ein. Nach dem Ausscheiden aus dem Amt wurde er von 1955 bis 1962 zum Vorsitzenden des Aachener Geschichtsvereins gewählt. Für seine vielseitigen Verdienste erhielt Kuetgens die Ehrenmitgliedschaft des Aachener Museumsvereins. Darüber hinaus war Kuetgens seit 1923 Mitglied im Club Aachener Casino und gehörte in den 1960er-Jahren auch dessen Vorstand an.
1956 erhielt er das Verdienstkreuz 1. Klasse der Bundesrepublik Deutschland.
Felix Kuetgens fand seine letzte Ruhestätte in der Familiengruft auf dem Aachener Ostfriedhof.

## Veröffentlichungen (Auswahl)
- Bericht über die Tätigkeit der städtischen Museen. Aachener Kunstblätter (AKB) 11 (1924), S. 5–22.
- Bericht über die Tätigkeit des Museumsvereins. AKB 11 (1924), S. 23–30.
- mit O. E. Mayer: Bericht über die Tätigkeit der städtischen Museen in den Jahren 1924 und 1925. AKB 12/13 (1926), S. 5–22.
- Bericht über die Tätigkeit des Museums-Vereins. AKB 12/13 (1926), S. 23–27.
- Bastiné Gedächtnisausstellung. 10. April bis 31. Mai 1927. Victor und Mindel, Aachen 1927.
- Johann Baptist Joseph Bastiné. Der vergessene Schüler Davids und erste Lehrer Alfred Rethels. Aachen 1928.
- Bericht über die Tätigkeit der städtischen Museen im Verwaltungsjahr 1926 (1. April 1926 bis 31. März 1927). AKB 14 (1928), S. 19–31.
- Bericht über die Tätigkeit des Museumsvereins. AKB 14 (1928), S. 31–36.
- Die Wiederherstellungsarbeiten an den Rethelfresken im Kaisersaal des Rathauses. In: Zeitschrift für Rheinische Heimatpflege (ZfRH) 2 (1930/31), S. 13–17.
- Bericht über die Tätigkeit der städtischen Museen in den Jahren 1927 bis 1930. AKB 15 (1931), S. 13–36.
- Bericht über die Tätigkeit des Museumsvereins. AKB 15 (1931), S. 37–39.
- Städtisches Suermondt-Museum Aachen. Gemäldekatalog. Aachen 1932.
- mit C. E. Köhne: Die zwölf Kunstwerke des Jahres 1936 im städtischen Suermondt-Museum zu Aachen. AKB, 1936, 3. Sonderheft.
- mit C. E. Köhne: Die zwölf Kunstwerke des Jahres 1937 im städtischen Suermondt-Museum zu Aachen. AKB, 1937, 4. Sonderheft.
- mit C. E. Köhne: Die zwölf Kunstwerke des Jahres 1938 im städtischen Suermondt-Museum zu Aachen. AKB, 1938, 5. Sonderheft.
- Die Karlsfresken von Alfred Rethel nebst der farbigen Wiedergabe der acht Wandgemälde im Kaisersaal des Rathauses zu Aachen, Verlag Meister der Farbe, Leipzig 1941.
- Aachen zum Jahre 1951, Rheinischer Verein für Denkmalpflege und Heimatschutz, Jahrgang 1951, S. 81ff.
- Das alte Couven-Museum. AKB 16 (1957), S. 7–10.
- Das neue Couven-Museum. AKB 17/18 (1958/59), S. 17–24.
- Heinz Heinrichs. AKB 17/18 (1958/59), S. 84–85.
- Schenkungen. AKB 17/18 (1958/59), S. 101–102.
- Zum 100. Geburtstag von Professor August von Brandis. AKB 19/20 (1960/61), S. 131–132.
- Edwin Suermondt – Heinrich Nauen. AKB 22 (1961), S. 83–86.
- Ein Geschenk Napoleons in Aachener Familienbesitz. In: Zeitschrift des Aachener Geschichtsvereins (ZAGV) 77 (1965), S. 105–109.